# Apophoneura exquisita
Apophoneura exquisita är en tvåvingeart som beskrevs av Malloch 1933. Apophoneura exquisita ingår i släktet Apophoneura och familjen myllflugor. Inga underarter finns listade i Catalogue of Life.